# デスピナ・ヴァンディ
デスピナ・ヴァンディ（ギリシャ語:Δέσποινα Βανδή、1969年7月22日 - 、西ドイツのテュービンゲン出身）は、ギリシャ人の女性歌手であり、ギリシャ、キプロスを中心に世界的に活躍している。

## 人物
- ドイツ生まれではあるが、ヴァンディの家庭はギリシャのカヴァラにあったため、ヴァンディが6歳の時に家族と共にギリシャのカヴァラに移った。したがって、彼女の家族とは異なり、ヴァンディはドイツ語の教育を受けていない。
- 彼女には1人の兄と1人の姉がいる。
- 下位中流家庭に生まれ育ったヴァンディの夢は女優か歌手になることであったが、その背景としてより確かなことをしなければならないことを彼女は常に認識していた。そのため、彼女は心理学、哲学、教育学をテッサロニキ大学（英語版）で学んだ。
- 歌を始めたとき、彼女は歌手をしていることを両親に知られないようにするために、姓をヴァンディと改めた。
- デミス・ニコライディスと結婚した。この人物は、国際的に活躍したサッカー選手で、後にAEKアテネFCの会長となった。デスピナ・ヴァンディには1人の娘と1人の息子がいる。
- ディスカバリーチャンネルのドキュメンタリー『Europe's Richest People』によると、2003年にヴァンディとニコライディスの夫妻の資産はあわせて1千万ユーロを超えていると推計した。

## 来歴

### 1994年-1996年: 初期
デスピナ・ヴァンディの初のアルバムは1994年にMinos EMIレーベルから発売された『Gela Mou』（私に微笑んで）である。このアルバムにはヴァッシリス・カラス（Vassilis Karras）が書いたジャニス・パリオス（Giannis Parios）との共演曲「To Adieksodo」(逃げ道なし)が収められている。
1996年、デスピナ・ヴァンディは2枚目のアルバム『Esena Perimeno』（あなただけを待っている）を発売した。このアルバムにはヴァンディの友人で後に音楽ディレクターとなったTony Kontaxakisによる「Esena Perimeno」、「Den Pethainei I Agapi」、「Efiges」などが収録されている。

### 1997年-1999年: 人気確立後
1997年はデスピナ・ヴァンディにとって重要な1年となった。彼女は有名なソングライターのPhoebusとチームを組んだ。Phoebusはヴァンディの次のアルバム『Deka Entoles』（十戒）のための曲を書き、このアルバムはギリシャでプラチナムとなった。デスピナ・ヴァンディとPhoebusとの協力は大きな成功を生み、後に2人の10年間におよぶ成功を祝って「10 Hronia Mazi」（10年いっしょに）を発表した。『Deka Entoles』の成功によって、ヴァンディは急速にギリシャの音楽業界での知名度を確立し、多くのヒット作を生み出した。
同じ年に、デスピナ・ヴァンディは女優としての活動を経験した。彼女はテレビ・ショー『Dio Xenoi』（2人の知らない人）でのゲスト出演を依頼された。ヴァンディはこれに応じて、初のテレビでの活躍となった。彼女は、小さな町の歌手で、ゲイの主人公の性別を変えることができる人物を演じた。
ヴァンディの次のアルバム『Profities』（予言）は1999年に発売され、発売日のうちにゴールド・アルバムとなった。アルバムはまもなくギリシャにおいてトリプル・プラチナムとなった。この年にはさらに、デスピナ・ヴァンディはLycabettusのホールにて7千人の集まる初のソロ・コンサートを開いた。

### 2000年-2002年: 更なる成功
2000年、デスピナ・ヴァンディはシングル「Ipofero」（私は耐える）を発売した。このシングルはギリシャで6xプラチナムとなり、ギリシャで史上最も売れたシングルとなった
デスピナ・ヴァンディとPhoebusはHeaven Musicと契約することを決めた。Heaven MusicはAthena Groupが所有する2001年に誕生した新しいレコード・レーベルである。デスピナ・ヴァンディの次のアルバム『Gia』（やあ!）は2001年に発売された。21曲を収録するこのアルバムは、発売後11日でギリシャにおいて4xプラチナムとなった。その収録曲の多くは後にギリシャのみならず、キプロスやトルコ、レバノンといった周辺諸国でもヒットとなった。その後まもなく、ヴァンディはテッサロニキでフリー・コンサートを催し、62,000人が集まったと伝えられている。
2002年、ワールド・ミュージック・アワードによって、ヴァンディは「ギリシャで最も良く売れるアーティスト」に表彰された。ヴァンディはギリシャ人として初めてワールド・ミュージック・アワードを受賞した人物となった。受賞スピーチでヴァンディは、「全てに先立って、世界中にいるギリシャ人のファンたちに感謝したい。私はこの賞を、長年にわたって愛をもって支えてくれたすべてのギリシャ人のものとしたい。それこそが、今私がここに立てる理由だ。」と述べた。
この『Gia』の成功に続いて、ヴァンディは「Ante Gia」（さようなら）と題されたシングルを2002年に発売し、シングルにはタイトル曲とともに「Gia」のリミックスが収録された。このシングルにはさらに3つの新しいトラックと別のリミックスを収録しており、ギリシャにてダブル・プラチナムとなった。『Gia』と「Ante Gia」を統合したアルバム『Gia & Ante Gia: Collector's Edition』には、それに加えてさらに未発表のリミックスを収録している。

### 2003年: 国際的活躍
『Gia』がギリシャ国内でマルチ・プラチナムとなったのと共に、その収録曲の幾らかは周辺諸国の市場にも出るようになった。国際的な成功の可能性を見て、2003年には本格的に国際市場に乗り出していった。
デスピナ・ヴァンディの初期の国際的なシングル「Gia」（2003年）、「Opa Opa」（2004年）、「Come Along Now」（2005年）は世界各国でチャート入りを果たした。国際的に売り出された初のアルバムは楽曲「Gia」、「Come Along Now」の名前を取って名づけられた。「Gia」、「Opa Opa」はいずれもBillboard Dance chartにチャート入りし、アルバム『Gia』は最上位にランク入りした。オーストラリアのチャートでは、全てのシングルが最上位にランク入りした。
デスピナ・ヴァンディはトップ・オブ・ザ・ポップスへの出演も果たし、「Gia」を披露した。彼女はその週のもっとも良く売れた歌手となった。彼女の作品は、Armand Van HeldenやMilk & Sugar、Nick Skitz、Roger Sanchez、Junior Vasquez、Pete Tong、Bass Bumpers、DJ Gregory、Level K、XTM、Minimal Chic、Highpassなどの世界各国のDJやプロデューサらによってリミックスされた。
ヴァンディのアルバム『Gia』と「Opa Opa」はBBC Radio 1のダンス・ショーにおいて「Records of The Week」に選ばれた。2004年の8月、デスピナ・ヴァンディはニューヨークのBeatstock Festivalにてライブを披露した。

### 2004年-2006年:Stin Avli Tou Paradisou
デスピナ・ヴァンディの次のスタジオ・アルバムは『Stin Avli Tou Paradisou』（楽園の庭で）2004年の末に発売された。このアルバムは2005年にギリシャにてダブル・プラチナムとなり、更に5曲を追加した特別版として再編されて発売された。追加された5曲の中には、ギオルゴス・マゾナキス（Giorgos Mazonakis）とのデュエット曲が含まれている。カティアナ・バラニカ（Katiana Balanika）も、このアルバム収録の音楽ビデオ・クリップにゲスト出演している。特別版はギリシャ、キプロス、ロシア、ウクライナ、ハンガリー、ルーマニア、ブルガリア、トルコで発売された。
2006年6月、デスピナ・ヴァンディはアテネのリュカベットゥス劇場でコンサートを催した。

### 2006年以降: "Kalanta" と10 Hronia Mazi
デスピナ・ヴァンディはシングル「Kalanta」（喜びの歌）をギリシャで2006年11月22日に発売し、ダブル・プラチナムとなった。この曲の音楽クリップは12月19日に公開され、続いて次のシングル「Mehri Mai Mina」（5月まで）が発売された。
ヴァンディは2006年2月18日にRex Music Theaterにてショーを催し、過去の彼女の経歴の総決算とした。ヴァンディは妊娠のために、2007年にはコンサートを企画せず、2007年8月21日には男の子を出産した。
2007年10月10日、ヴァンディは新しいシングル「Thelo」（欲しい）を発売し、全てのギリシャのテレビ・ラジオで午前10時から同時に放送された。この楽曲はヴァンディのPhoebusとのコラボレーションの10周年を記念するものである。曲は、Nielsen's Radio Airplayのギリシャのチャートで5週連続で1位を記録した。
2007年11月16日、ヴァンディはアルバム『10 Hronia Mazi』からの2番目のシングルとして、アルバムと同名の楽曲を発表した。この曲はPhoebusとの10年にわたるコラボレーションを振り返るものである。
アルバム『10 Hronia Mazi』は2007年12月6日に3枚組で発売され、15曲の新曲を収録している。1枚目のディスクには8曲のポップス、ロックの新曲と2曲のリミックスが、2枚目のディスクにはライカの7曲の新曲と3曲のリミックスが収録されている。3枚目のディスクには、1曲のボーナス曲と、これまでのヴァンディとPhoebusによるヒット作、新しいリミックスが、ファンへの感謝として収められている。このアルバムは発売された最初の週にプラチナムに認定された。
ヴァンディは、ドイツのバンドSchillerによる2008年初頭に発売されたゴールド・アルバム『Sehnsucht』収録曲「Destiny」にフィーチャリングされた。この曲もPhoebus製作によるものである。ヴァンディは2008年6月17日にMAD Video Music Awards 2008にてSchillerとともにこの曲を披露し、また「I Gi Ki I Selini」も披露した
2008年3月6日、ヴァンディは『10 Hronia Mazi』からのシングル「Agapi」（愛）を発売し、ビデオ・クリップも公開された。このシングルはMAD TV Charts にて6週連続の1位を記録した。2008年4月24日、ヴァンディは『10 Hronia Mazi』からの4枚目のシングル「Fantasou Apla」を発売した。プロモーション・ビデオは「Agapi」と同時期に撮影された。
2008年6月24日、アルバムは『10 Hronia Mazi: It's Destiny』の名で1枚に再パッケージされた。このバージョンでは、Phoebus製作によるSchillerの楽曲「Destiny」が収められている。再パッケージ版は、元のバージョンの1枚目と2枚目のリミックスを除く全ての楽曲が収められている。

## ディスコグラフィー
- Gela Mou（英語版） (1994年)
- Esena Perimeno（英語版） (1996年)
- Deka Endoles（英語版） (1997年)
- Profities（英語版） (1999年)
- Gia (2001年)
- Despina Vandi Live（英語版） (2003年)
- Stin Avli Tou Paradeisou（英語版） (2004年)
- 10 Hronia Mazi（英語版） (2007年)
- C'est La Vie (2010年)
- Allaksa（英語版） (2012年)
- De Me Stamatises（英語版） (2014年)
- Afti Ine I Diafora Mas（英語版） (2016年)